# Mimeresia purpurea
Mimeresia purpurea är en fjärilsart som beskrevs av Hawker-smith 1933. Mimeresia purpurea ingår i släktet Mimeresia och familjen juvelvingar. Inga underarter finns listade i Catalogue of Life.